# 绿地工程
绿地工程或綠地項目（英語：Greenfield Project）在很多领域中指的是一项不被先前工作限制的工程，类似在建筑领域中，在绿地区块中进行的建造工程，无需考虑现有楼宇或设施的限制。相對地，在重複使用的土地即棕土上建立的項目或工程則被稱為棕地工程（Brownfield Project）。

## 软件开发领域
在软件开发领域，一项绿地工程可能是在全新的环境内开发一个新系统，不需要考虑与其他系统，尤其是与老旧系统（Legacy system）的集成问题。通常认为此类系统风险更高，因其经常是为新设施，新客户准备的，甚至连所有者都是新的。因此，敏捷软件开发常被认为是最好的开发手段，它主张通过开发具有完整功能的一小部分，并快速交付给外部或者内部客户并取得即时反馈来规避这些风险。

## 蜂窝网络
绿地模式（又譯為綠燈區模式）是用于无线网络IEEE802.11n通訊協定中的一种提高传输速率的模式。它拥有最大的速度传输，最广的传输范围。以发挥IEEE802.11n的最大潜能。
綠燈區模式在使用時會忽略掉早期的一些標準，它名稱的意義也在於是全速通行的「綠燈」，而沒有「黃燈」（指的是速度較慢的早期通訊協定標準IEEE 802.11a與IEEE 802.11g）、「紅燈」（指的是IEEE 802.11b）。如果某個無線網路採用此種標準，則使用IEEE 802.11a、IEEE 802.11b與IEEE 802.11g的使用者就無法使用該網路。但是支援IEEE802.11n的使用者則可以享受最快的傳輸速度。

## 外部連結
- （英文）博通公司（Broadcom）.  (PDF).   [2007-08-13]. （原始内容 (PDF)存档于2006-05-14）.